# Joan Amigó i Barriga
Joan Amigó i Barriga  (Badalona, 27 de enero de 1875-30 de diciembre de 1958) fue un arquitecto modernista español, principal representante de este movimiento en Badalona.

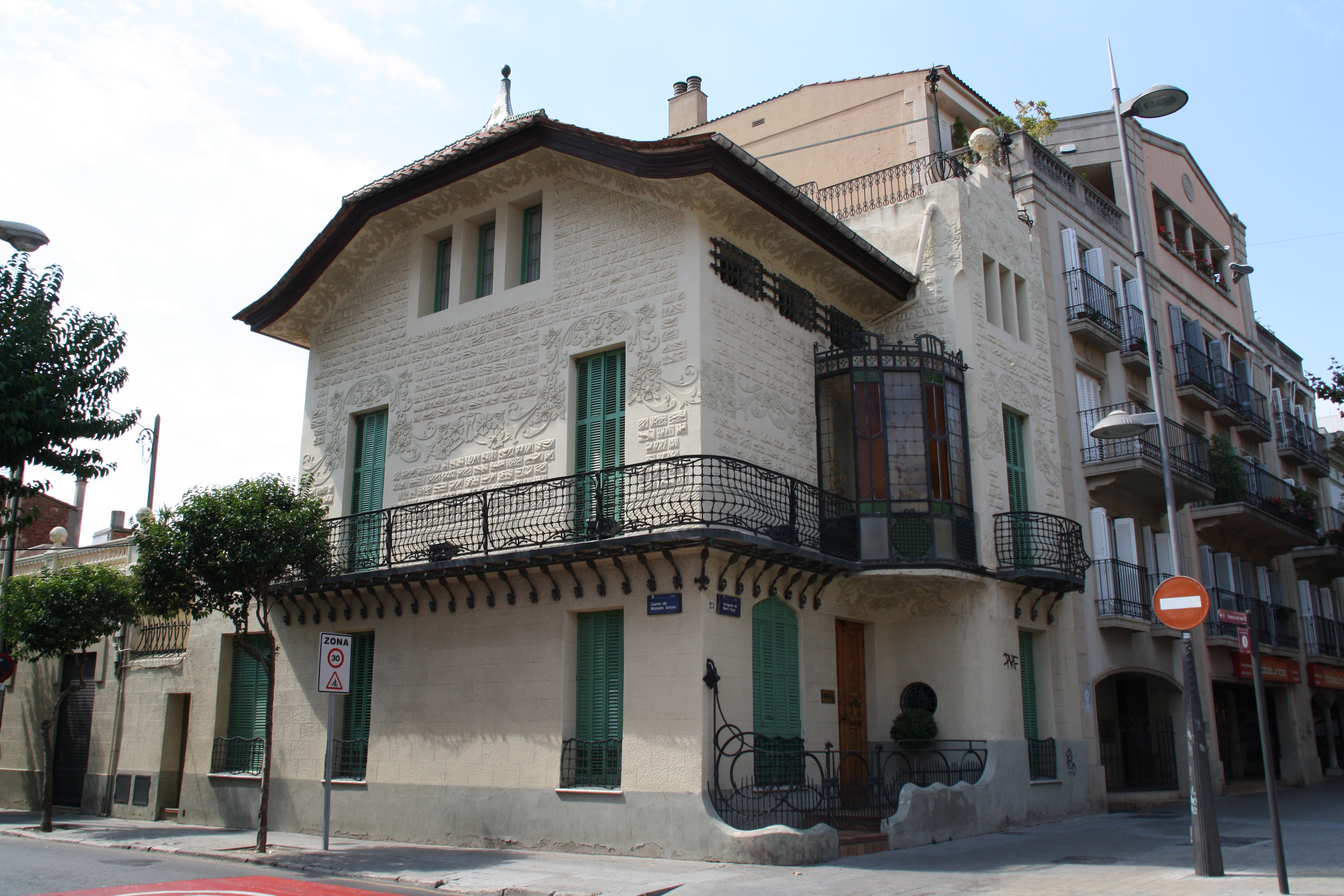
Casa Pavillard (1906), Badalona

Estudió en la Escuela Técnica Superior de Arquitectura de Barcelona, donde se tituló en 1900. Entre 1914 y 1924 fue arquitecto municipal de Badalona, cargo desde el que planificó obras como la Escuela Marista (1901), la casa Pavillard (1906), la casa Enric Mir (1908), la casa Busquets (1912) y el chalet de Ca l'Amigó (1916), donde muestra una cierta predilección por el relieve vertical en curva con entrecruzamiento de líneas horizontales.
Su obra más relevante es quizá la casa Pavillard, en la avenida Martí Pujol de Badalona, que presenta una estructura heredera de la arquitectura popular con ciertos elementos modernistas en lo referente a la decoración, especialmente la tribuna esquinada que conecta los dos cuerpos del edificio, la utilización de forja en balcones y rejas, y el uso de cerámica vidriada y estucos esgrafiados en ciertas partes del edificio, como los remates y voladizos.
Fue un asiduo asistente de las tertulias modernistas organizadas en el café-restaurante Els Quatre Gats de Barcelona.